# عصابة جيمس-يونغر
عصابة جيمس يونغر (بالإنجليزية: James–Younger Gang)‏، عصابة من الخارجين عن القانون الأمريكيين اشتهرت في القرن التاسع عشر والتي يديرها كل من جيسي جيمس وشقيقه فرانك جيمس. وقد كان مقر العصابة في ولاية ميزوري، موطن معظم الأعضاء.
انتقلت العضوية من سرقة إلى سرقة، حيث أن مداهمات الخارجين عن القانون كان يفصلها عدة أشهر. وكان إخوة جيمس سيئي السمعة يضمون في أوقات مختلفة الإخوة يونغر (كول، وجيم، وجون، وبوب)، وكذلك جون جاريت (متزوج من جوزي أخت يونغر)، وآرثر مكوي، وجورج شيبرد، وأوليفر شيبرد، ووليام مكدانيل، وتوم مكدانيل، وكليل ميلر، وتشارلي بيتس (اسم الولادة صامويل ويلز)، وبيل تشادويل (الاسم المستعار بيل ستيلز).
نشأت عصابة جيمس-يونغر من مجموعة قراصنة بوش الكونفدراليين الذين شاركوا في القتال الحزبي المرير الذي دمر ميزوري خلال الحرب الأهلية الأمريكية. استمر الرجال بعد الحرب في النهب والقتل، بالرغم من أن الدافع تحول إلى الربح الشخصي بدلاً من مجد الكونفدرالية. لم يرتخي اتحاد الخارجين عن القانون لـ«عصابة جيمس يونغر» حتى عام 1868 على أقرب تقدير، وذلك عندما حددت السلطات لأول مرة كل من «كول يونغر»، و«جون جاريت» و«آرثر مكوي» و«جورج شيبرد» و«أوليفر شيبرد» كمشتبه بهم في سرقة بنك نمرود لونغ في روسلفيل، كنتاكي.